# Cyclarhis
Cyclarhis é um género de aves da família Vireonidae.

## Espécies
| Nome Binomial e Autor                     | Nome Comum |
| ----------------------------------------- | ---------- |
| Cyclarhis gujanensis (Gmelin, 1789)       | Pitiguari  |
| Cyclarhis nigrirostris (Lafresnaye, 1842) |            |